# تترای آفریقایی دم‌زرد
تترای آفریقایی دم‌زرد یا تترا کنگوی دم‌زرد (نام علمی: Alestopetersius caudalis) یک ماهی آب شیرین است که در حوضه رودخانه کنگو زندگی می‌کند. این گونه هم در جمهوری دموکراتیک کنگو و هم در جمهوری کنگو (از طریق یک گزارش غیرمستند) یافت می‌شود. این گونه یک ماهی همه چیزخوار است که از سخت پوستان، میوه‌های افتاده در آب و حشرات کوچک تغذیه می‌کند، اما به نظر می‌رسد در سازگاری با غذاهای معمولی آکواریومی کمی مشکل دارد. اگرچه می‌توان آنها را در آکواریوم با دافنی، کرم خونی و آرتمیا همراه با تکه‌ها و دانه‌های خشک با کیفیت خوب تغذیه کرد که حداقل برخی از آنها باید حاوی محتوای گیاه یا جلبک اضافی باشد. این گونه می‌تواند میزان سختی آب را ۲۰ درجه را تحمل کند، اگرچه در آبهایی با درجه سختی پایین عملکرد بهتری دارد. دمای بین ۲۲ تا ۲۶ درجه سانتیگراد و درجه اسیدی بین ۵٫۰ تا ۷٫۵ و سختی بین ۳۶ تا 268ppm مناسب است. نرهای بالغ رنگارنگ‌تر هستند و سریع‌تر از ماده‌ها رشد می‌کنند. در نرها نیز باله‌های پشتی، شکمی، دمی و مقعدی با نوک سفید کشیده شده که ماده‌ها بدون آن هستند. این گونه به صورت پراکنده تخم‌گذاری کرده و هیچ مراقبت والدینی از خود نشان نمی‌دهد. یکی از روش‌های پرورش این گونه ظاهراً این است که گروهی از ماهی‌های بالغ را در آکواریومی نگهداری می‌کنند و تا حد امکان به‌طور منظم برای برداشتن تخم‌ها آن را بررسی می‌کنند. تخم‌های برداشته‌شده به در ظروف کوچک‌تر بیرون می‌آیند و در ابتدا با فیتوپلانکتون‌ها و تا زمانی که به اندازه کافی بزرگ شوند تا دافنی، کرم خونی و ارتمیا تغذیه می‌شوند.

## وضعیت حفاظت
این گونه در فهرست قرمز IUCN به عنوان گونه ای با کمترین نگرانی ثبت شده است. تغییرات در روند جمعیت وحشی آن بررسی و شناسایی نشده است.